# Springfield (Ohio)
Springfield è una città degli Stati Uniti d'America, e capoluogo della Contea di Clark, nello Stato dell'Ohio.
Al 2010 aveva una popolazione di 60 608 abitanti. Venne fondata nel 1801.

## Amministrazione

### Gemellaggi
- Kragujevac
- Casey
- Pitești
- Wittenberg